# David Bates (historiador)
David Bates, nacido el 30 de abril de 1945, es un historiador británico de la Inglaterra y la Francia de los siglos X al XIII, especializado en el Normandia y el Inglaterra del siglo XI.

## Biografía
Tras enseñar en Cardiff, se convierte en profesor de historia medieval en la Universidad de Glasgow en 1994. Posteriormente se incorpora a la Universidad de Londres entre 2003 y 2005. 
Ha sido director del Institute of Historical Research de Londres; en 2016, está de profesor en la Universidad de Anglia del Este.
David Bates ha editado los documentos de Guillermo el Conquistador y varias obras sobre el duque de Normandia y rey de Inglaterra. 

## Publicaciones
- William the Conqueror, London, George Philip, 1989
- Normandy before 1066, London and New York, Longman, 1982
- Regesta regum Anglo-Normannorum: the Acta of William I, 1066-1087, Oxford : Oxford University Press, 1998 (édition des actes)
- The Normans and Empire, Oxford : Oxford University Press, 2013
- Portrait historique du Conquérant, Paris, propos recueillis par Fabien Paquet et article paru dans la revue L'Histoire, juin 2016
- William the Conqueror, Yale University Press, 2016.